# Карлота
Карлота (мађ. Karlotta), је женско име које се користи у мађарском језику, и женски облик је италијанског имена Карола (лат. Karola).
Парњак је мушком имену Карољ (мађ. Károly),
Сродна имена: Карола (мађ. Karola), Карла (мађ. Karla), Каролина (мађ. Karolina), Лина (мађ. Lina) .

## Имендани
- 9. мај.
- 4. новембар.